# Fouday
Fouday je občina v departmaju Bas-Rhin francoske regije Alzacija.
Leta 1990 je v občini živelo 0 oseb oz. 0 oseb/km².